# Proyecto Orión

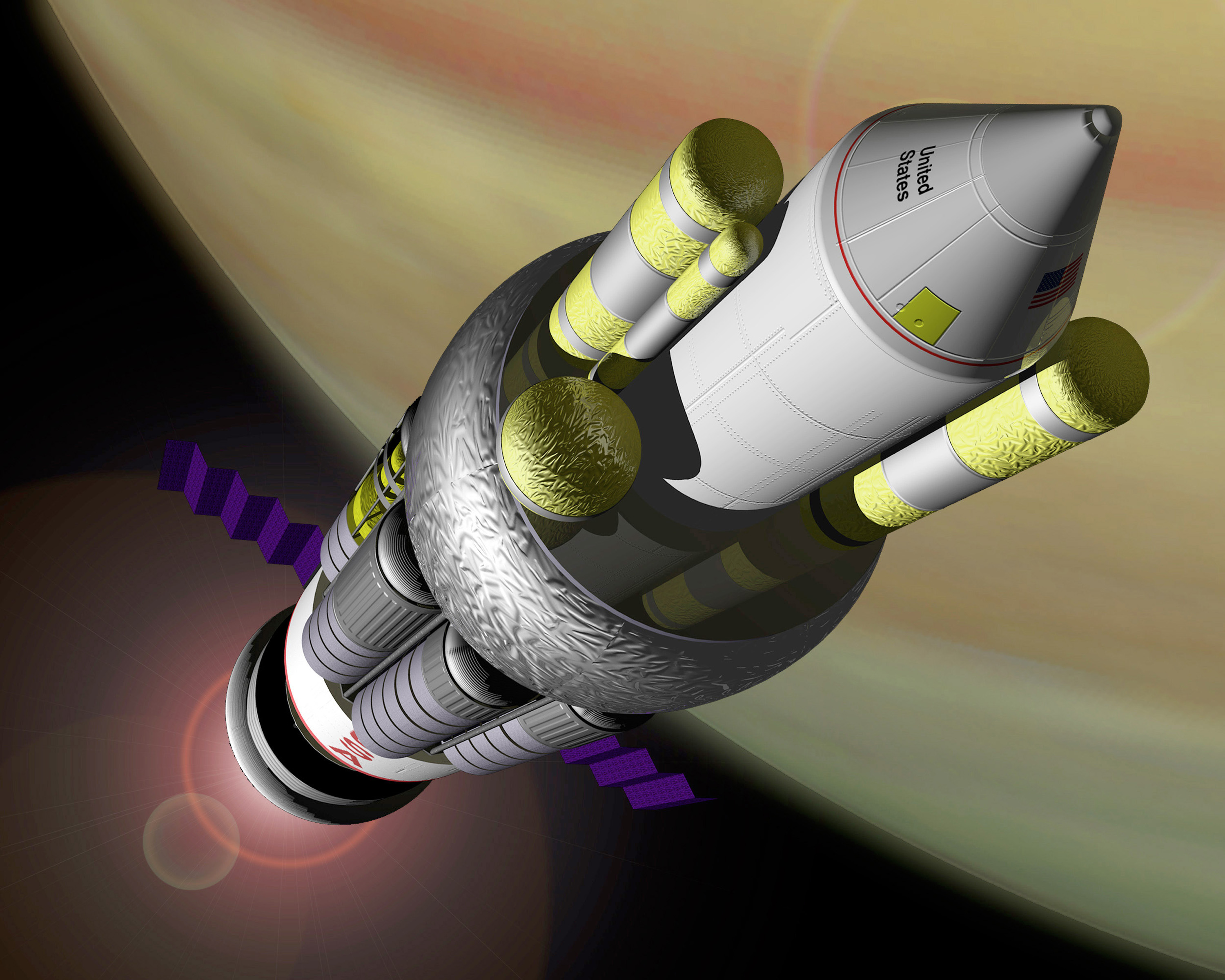
Concepción artística del diseño de referencia de la NASA para la nave espacial Orión impulsada por propulsión nuclear.

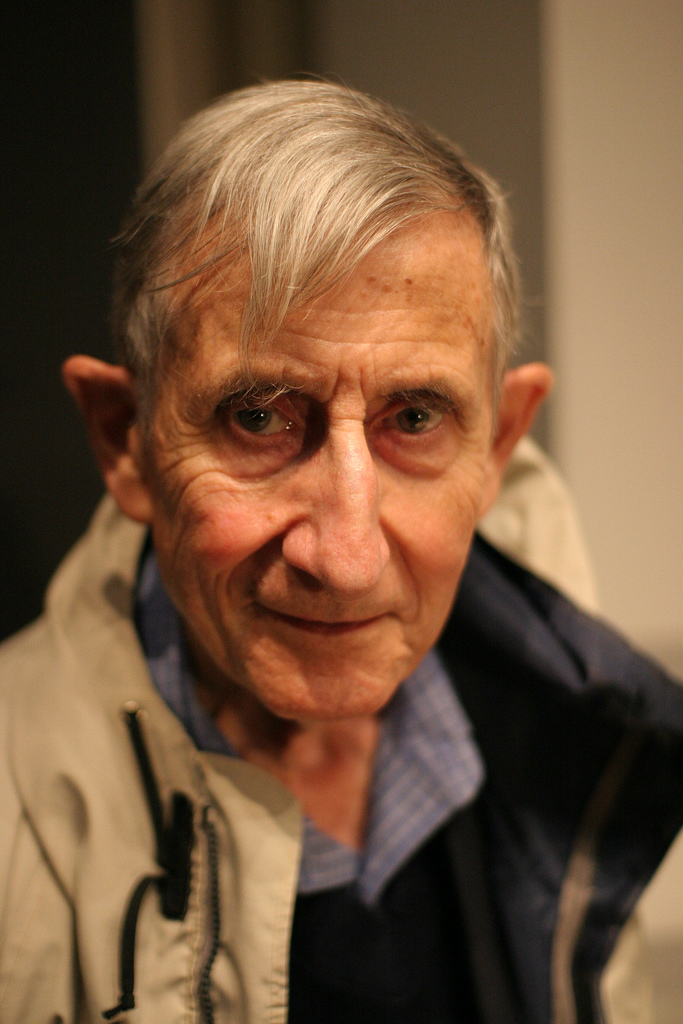
Freeman Dyson en 2005

Proyecto Orión fue un estudio de una nave espacial destinada a ser directamente impulsada por una serie de explosiones de bombas atómicas detrás de la nave (propulsión nuclear de pulso). Las primeras versiones de este vehículo se propusieron para despegar desde la Tierra con importantes secuelas nucleares asociadas, mientras que las versiones posteriores se presentaron solo para su uso en el espacio exterior.
La propuesta fue hecha por primera vez por el físico Stanislaw Ulam en 1946, y los cálculos preliminares realizados por Frederick Reines y Ulam en un memorándum de Los Álamos de 1947. El proyecto se inició realmente en 1958, dirigido por Ted Taylor de la compañía General Atomics y el físico Freeman Dyson que, a petición de Taylor, estuvo trabajando durante un año en el proyecto en el Instituto de Estudios Avanzados de Princeton.

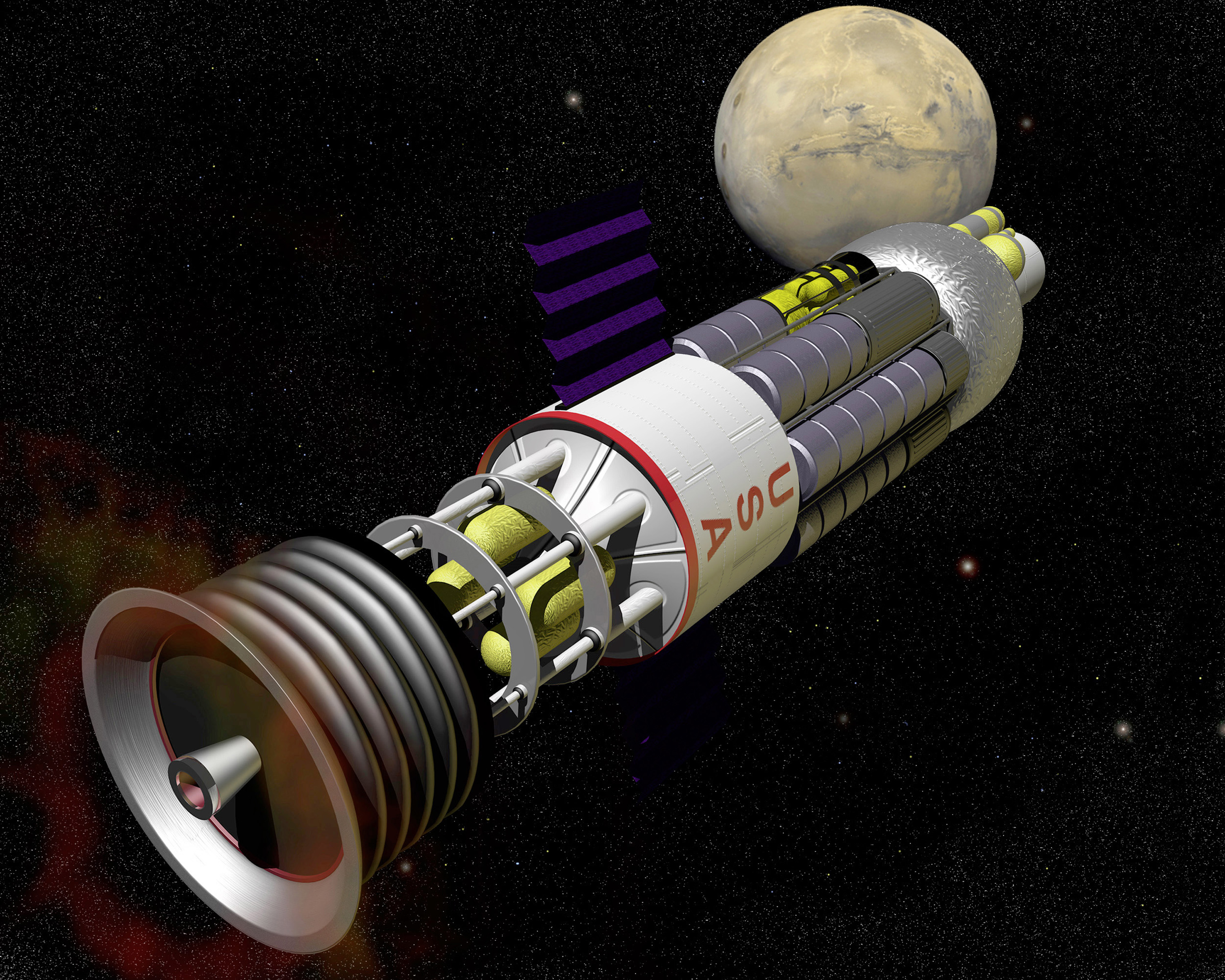
Propulsor

Mediante el uso de energía nuclear, el concepto de Orión ofrece un gran empuje y un alto impulso específico, o eficiencia de propelente, todo a la vez. Como una comparación cualitativa, los cohetes químicos tradicionales, tales como el Saturno V que tuvo el programa Apolo a la Luna, producen un impulso específico bajo, mientras que los motores de iones eléctricos producen una pequeña cantidad de empuje de manera muy eficiente. Orión habría ofrecido un rendimiento mayor que los motores cohete más avanzados convencionales o nucleares entonces bajo consideración. Los partidarios del Proyecto Orión sintieron que tenía potencial para viajes interplanetarios baratos, pero perdió la aprobación política debido a las preocupaciones de las secuelas de su propulsión. El tratado de prohibición parcial de ensayos nucleares de 1963 puso fin al proyecto.